# Dăržavno părvenstvo po futbol 1932
Il Dăržavno părvenstvo po futbol 1932 fu l'ottava edizione della massima serie del campionato di calcio bulgaro concluso il 18 settembre 1932 con la vittoria del Šipčenski Sokol Varna, al suo primo titolo.

## Formula
Venne disputata una fase regionale in cui ognuno dei tredici raggruppamenti (okrazhni sportni oblasti) organizzò un proprio campionato con la vincente qualificata alla fase nazionale.
La competizione nazionale si svolse ad eliminazione diretta con gare di sola andata.

## Squadre partecipanti
| Squadra               | Città        | Stadio | Federazione regionale |
| --------------------- | ------------ | ------ | --------------------- |
| Šipčenski Sokol Varna | Varna        |        | Varna                 |
| Han Omurtag Šumen     | Šumen        |        | Šumen                 |
| Levski Ruse           | Ruse         |        | Ruse                  |
| Čardafon Gabrovo      | Gabrovo      |        | Tărnovo               |
| Pobeda 26 Pleven      | Pleven       |        | Pleven                |
| Orel-Čegan 30 Vraca   | Vraca        |        | Vraca                 |
| Levski Lom            | Lom          |        | Lom                   |
| Slavia Sofia          | Sofia        |        | Sofia                 |
| Levski Dupnica        | Dupnica      |        | Kjustendil            |
| Sokol Plovdiv         | Plovdiv      |        | Plovdiv               |
| Bǎlgarija Haskovo     | Haskovo      |        | Haskovo               |
| Borislav Stara Zagora | Stara Zagora |        | Stara Zagora          |
| Slava Jambol          | Jambol       |        | Primorsko             |

## Fase finale

### Primo turno
| Squadra 1             | Risultato | Squadra 2             |
| --------------------- | --------- | --------------------- |
| Slavia Sofia          | 4 - 0     | Levski Dupnica        |
| Orel-Čegan 30 Vraca   | 2 - 1     | Levski Lom            |
| Šipčenski Sokol Varna | 6 - 2     | Han Omurtag Šumen     |
| Slava Jambol          | 3 - 0     | Borislav Stara Zagora |
| Čardafon Gabrovo      | 1 - 3     | Pobeda 26 Pleven      |

### Secondo turno
| Squadra 1        | Risultato | Squadra 2             |
| ---------------- | --------- | --------------------- |
| PFC Slavia Sofia | 5 - 0     | Slava Jambol          |
| Levski Ruse      | 0 - 2     | Šipčenski Sokol Varna |
| Pobeda 26 Pleven | 3 - 2     | Orel-Čegan 30 Vraca   |
| Sokol Plovdiv    | 3 - 1     | Bǎlgarija Haskovo     |

### Semifinali
| Squadra 1             | Risultato | Squadra 2        |
| --------------------- | --------- | ---------------- |
| Slavia Sofia          | 5 - 0     | Sokol Plovdiv    |
| Šipčenski Sokol Varna | 4 - 1     | Pobeda 26 Pleven |

### Finale
L'incontro venne deciso ai tempi supplementari dopo che terminò 1-1 al novantesimo minuto.
| Sofia 18 settembre 1932 | Slavia Sofia | 1 – 2 | Šipčenski Sokol Varna |  |

## Verdetti
- Šipčenski Sokol Varna Campione di Bulgaria